# Dimethylaminobenzaldehyd
Dimethylaminobenzaldehyd, oder genauer 4-(N,N-Dimethylamino)benzaldehyd, ist ein Benzaldehyd-Derivat, das in para-Position einen N,N-Dimethylaminorest trägt.

## Darstellung und Gewinnung
Dimethylaminobenzaldehyd kann durch Umsetzung von N,N-Dimethylanilin mit einem Formamid-Derivat, wie z. B. Dimethylformamid und Phosphorylchlorid durch eine Vilsmeier-Haack-Reaktion synthetisiert werden.

## Eigenschaften
Dimethylaminobenzaldehyd bildet farblose bis zitronengelbe, lichtempfindliche Kristalle, die sich leicht bei Exposition mit Licht nach pink verfärben. Die Verbindung schmilzt bei 73,5 °C mit einer Schmelzenthalpie von 19,81 kJ·mol−1. Die Wärmekapazität beträgt bei 25 °C 215,6 J·K−1·mol−1 bzw. 1,445 J·K−1·g−1.

## Verwendung
Eine Lösung aus 2 % Dimethylaminobenzaldehyd in 20%iger Salzsäure wird als Ehrlich-Reagenz oder Ehrlich-Pröscher-Reagenz bezeichnet. Es dient zum Nachweis von primären Aminogruppen, Pyrrol- und Indol-Derivaten. Das Ehrlich-Reagenz wurde nach dem Entdecker Paul Ehrlich benannt.
In der Medizin wird das Ehrlich-Reagenz zum Nachweis von Porphobilinogen und Urobilinogen im Urin genutzt (Watson-Schwartz-Test und Hoesch-Test).
In der Pharmazie wird das Ehrlich-Reagenz zum Nachweis von Pyrrol- und Indol-Derivaten (z. B. Mutterkornalkaloide) verwendet (Van-Urk-Reaktion).
In der Mikrobiologie wird Dimethylaminobenzaldehyd (Kovacs-Reagenz) zum Nachweis von Indol verwendet (Indol-Test). Da es in dieser Anwendung auch zum Nachweis von LSD geeignet ist, hat es in der Drogenszene eine gewisse Bekanntheit erlangt.